# Janina Ochojska

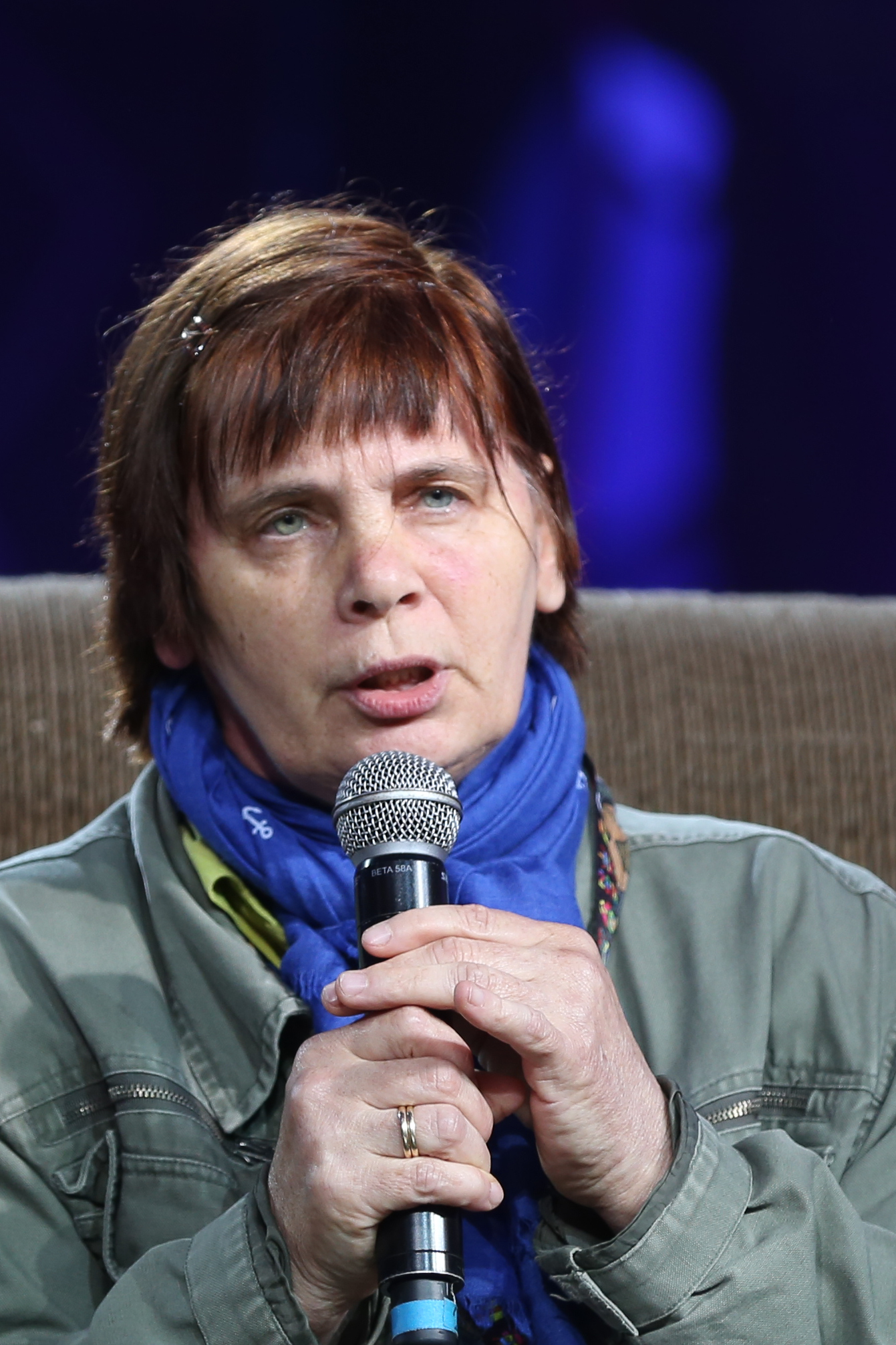
Janina Ochojska, 2016

Janina Maria Ochojska-Okońska (nascida em 12 de março de 1955) é uma astrónoma polaca, activista humanitária e social que actua como membro do Parlamento Europeu (2019-presente). Ela é fundadora e diretora da Ação Humanitária Polaca (1992-presente).

## Biografia
Ela formou-se na Escola Secundária N.º 1 em Zabrze. Em 1980, ela formou-se em astronomia na Universidade Nicolau Copérnico em Toruń, e até 1984 ela trabalhou no Laboratório de Astrofísica da Academia Polaca de Ciências no Centro Astronómico Nicolau Copérnico em Torun. Como estudante, ela actuou no Ministério Académico... Desde o final dos anos 1970, ela foi associada à oposição democrática; ela cooperou com a Biblioteca Social independente de Antoni Stawikowski. Ela aderiu ao " Solidariedade ", após a introdução da lei marcial envolvida na distribuição de publicações clandestinas, bem como sas atividades do comité local que lidam com a assistência às vítimas da repressão e suas famílias.
Ela é deficiente desde a infância (poliomielite). Como ela mencionou, ela deve a aceitação da sua deficiência a uma estadia no Centro de Tratamento e Educação para Crianças de Kalki, liderado pelo médico Lech Wierusz. Em 1984, ela foi para a França para uma cirurgia. Lá ela se deparou com a ideia de ajuda humanitária. Como voluntária, ela foi activa para a fundação EquiLibre, procurando contatos e coordenando assistência para a Polónia. Em 1989, ela foi uma das fundadoras da filial polaca da Fundação EquiLibre. Em 1992, ela organizou um comboio de ajuda polaca para a ex-Jugoslávia. Em 1992, ela também fundou a Ação Humanitária Polaca, onde assumiu o cargo de presidente.
Em 1996, ela casou-se com Michał Okoński, um jornalista de Tygodnik Powszechny, mas o casamento acabou em divórcio.

## Prémios
- Cruz do Comandante da Ordem da Polónia Restituta (2011)[5]
- Emblema honorário Bene Merito (2009)[6]
- Ordem do Sorriso[6]